# A Medinaceli hercegek palotája (Cogolludo)
A Medinaceli hercegek palotája a közép-spanyolországi Cogolludo egyik 15. századi műemléke. Egész Spanyolország egyik legelső reneszánsz építményének tartják.

## Története
A palota építése Luis de la Cerda, Medinaceli első hercegének utasítására 1488–1489-ben kezdődött és 1492-ben fejeződött be. Tervezője Lorenzo Vázquez de Segovia volt.
Az épületet 1931-ben vették fel a spanyol kulturális javak listájára, majd 2012-ben felújították.

## Leírás
Az épület a Guadalajara tartományban található Cogolludo település központjában áll, a Plaza Mayor nevű főtér északkeleti oldalán. Elsősorban főhomlokzatán itáliai reneszánsz hatások érezhetők: a vízszintes hangúlyozottság, az emberi léptékű méretek és a szimmetira. A firenzei stílusban kváderezett főhomlokzat egy övpárkánnyal két szinte van osztva, tetejét pedig gótikus attikafal zárja. Az alsó szinten nincsenek ablakok, a felsőn hat ikerablak nyílik. A főbejárat a homlokzat közepén van, ezt két, növényi motívumokkal díszített oszlop keretezi, és a fölötte levő falrészeken is bővelkednek a díszek: a Medinaceli-címer például két példányban is megjelenik.
A palota egy körülbelül négyzet alakú belső udvart ölel körbe, amelyet díszes fejezetű, karcsú oszlopokkal tagolt árkádsor övez: ennek ma már csak az első szintje maradt meg.
A belső terek viszont már nem a reneszánszra, inkább a gótikára emlékeztető jegyeket viselnek: ilyen jegyek például a faburkolatok jelenléte vagy a nyílások belső mudéjar gipszdíszítése. Figyelemre méltó a főterem kandallója, amely fölött egy nagy gótikus, mixtilineáris boltív látható a Medinaceli család címerével díszítve.

## Képek

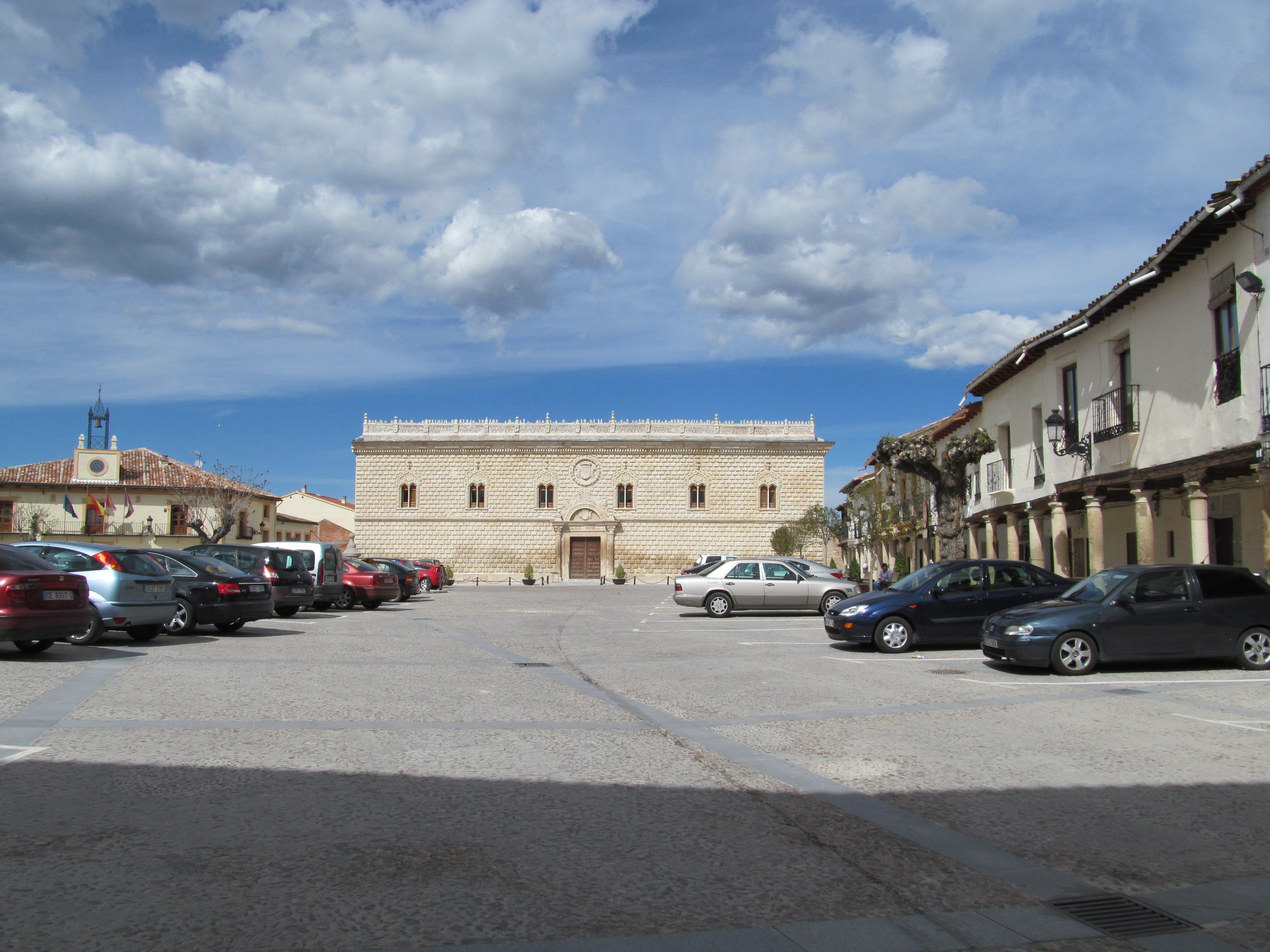
A palota és környezete
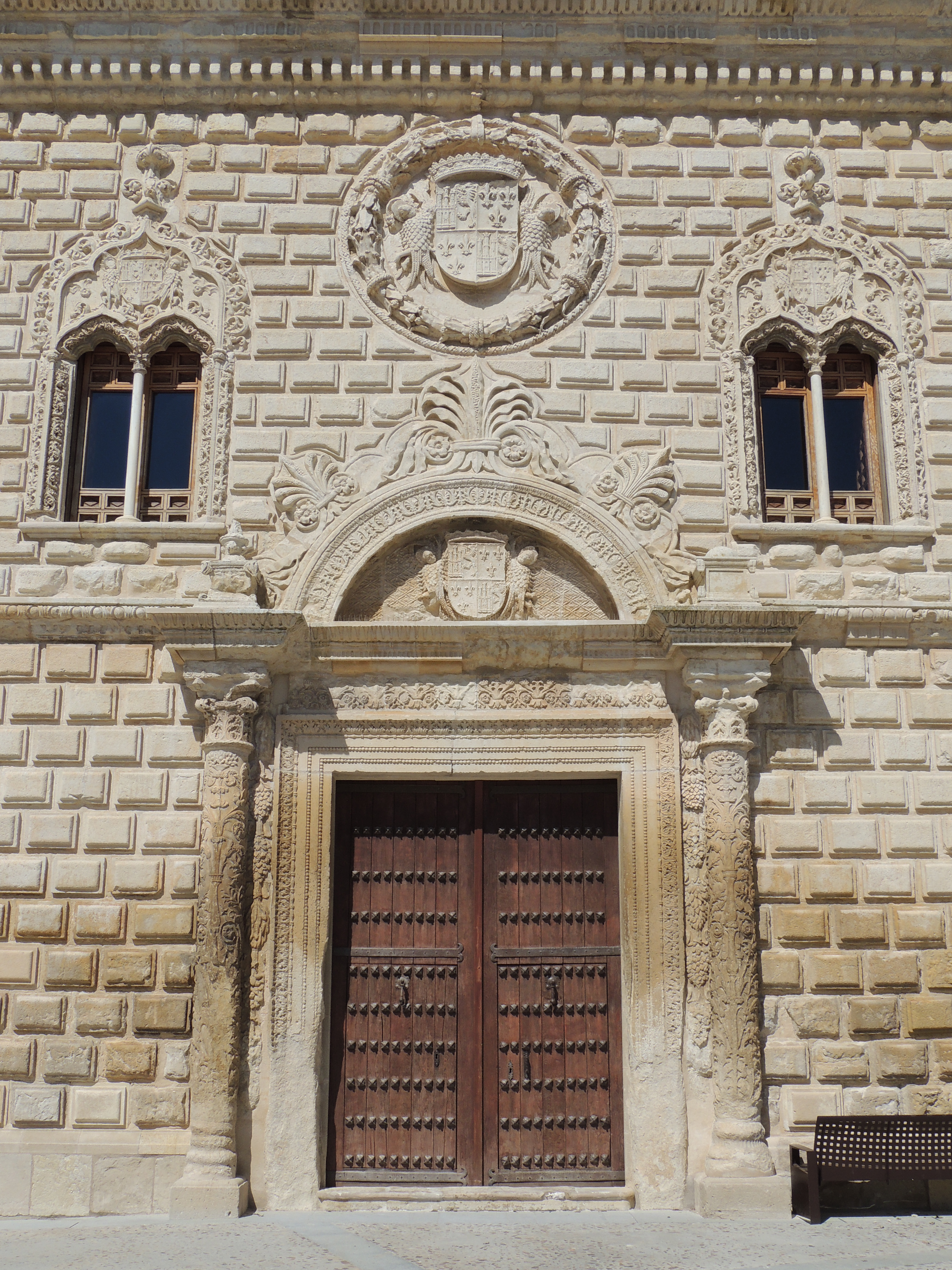
A bejárati kapu és a fölötte levő címerek
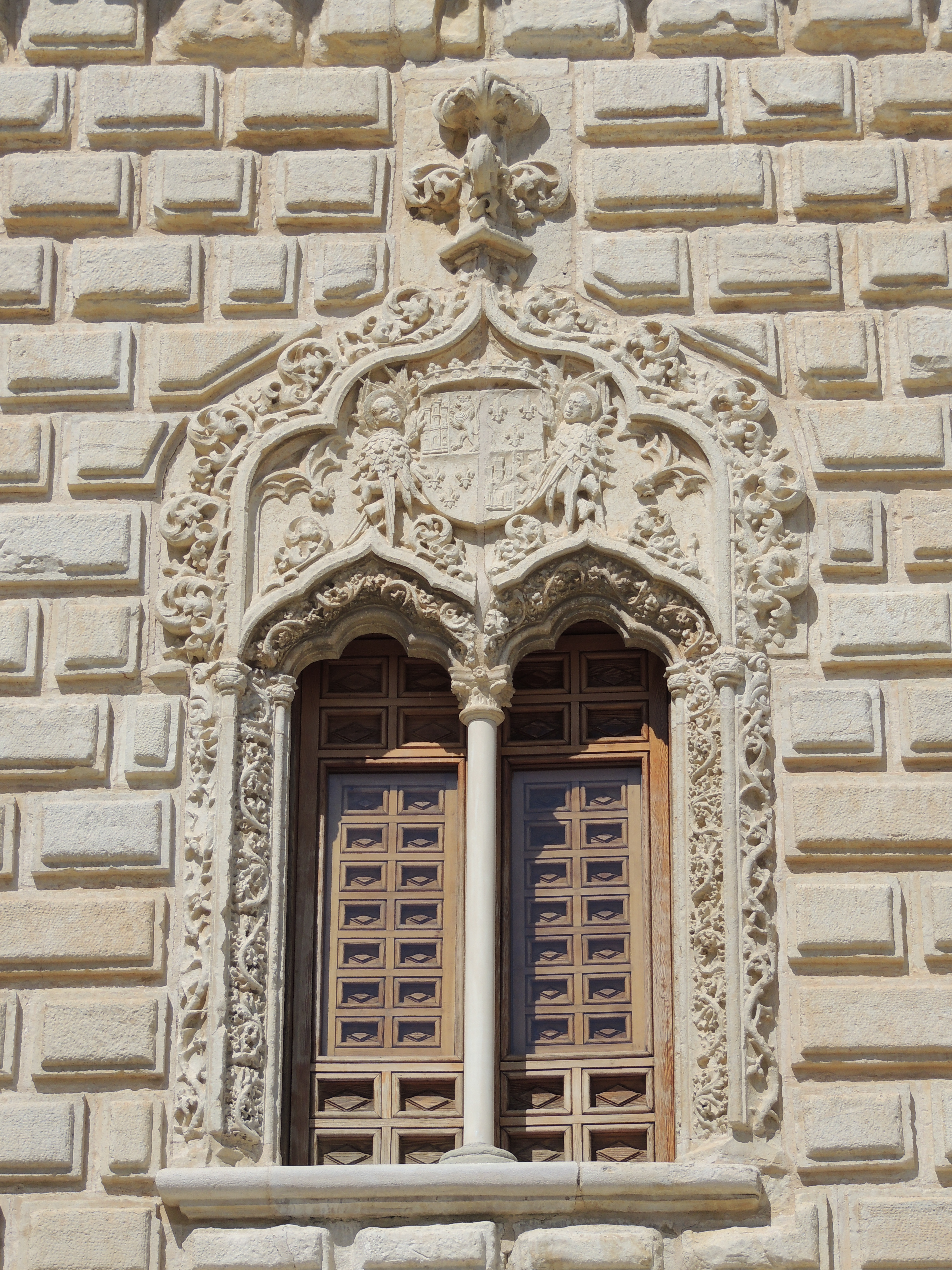
Díszes ablakkeret
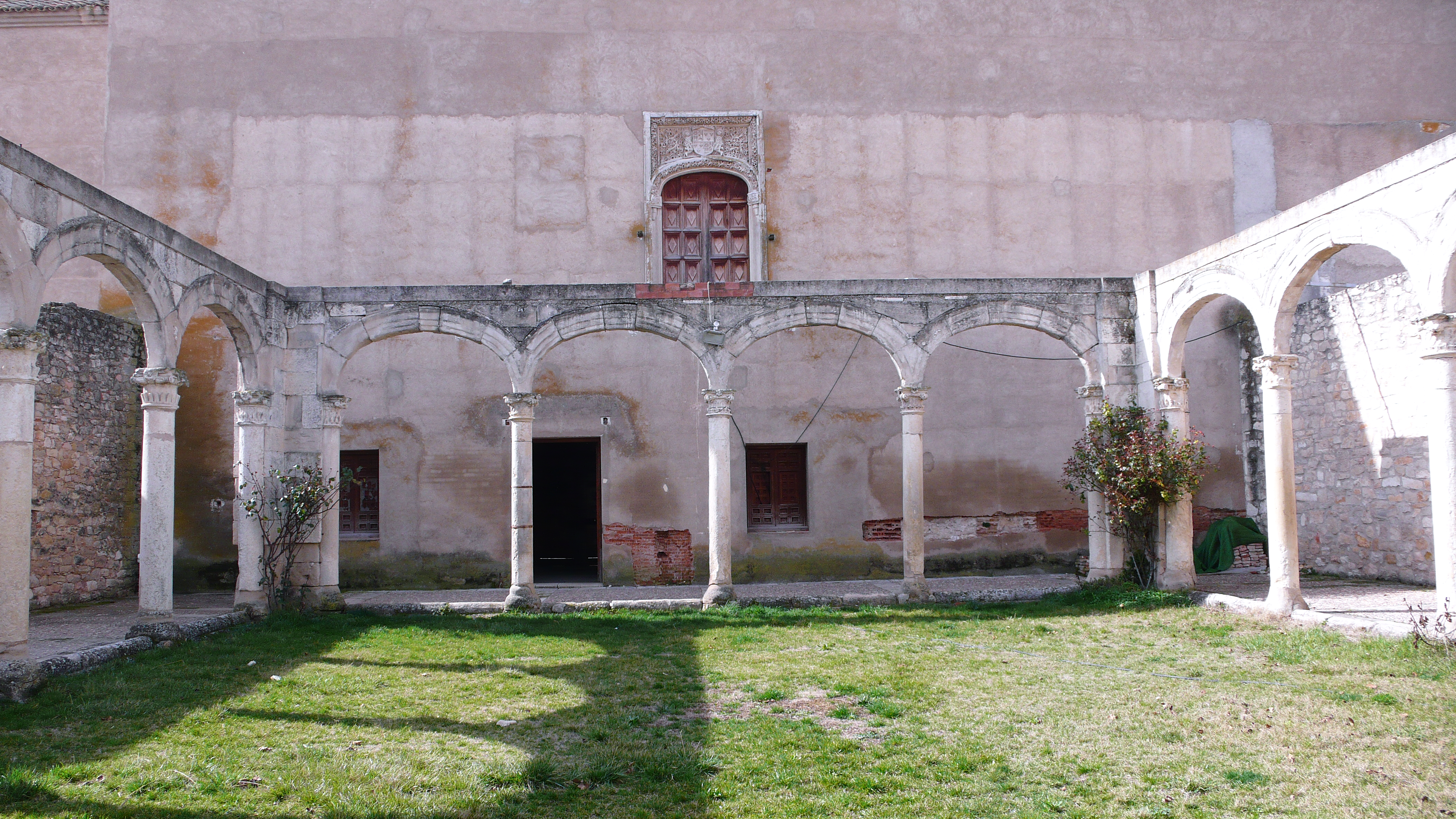
Belső udvar